# 機動戦士ガンダム フラナガン・ブーン戦記
『機動戦士ガンダム フラナガン・ブーン戦記』（きどうせんしガンダム フラナガン・ブーンせんき、MOBILE SUIT GUNDAM The battle tales of Flanagan Boon）は 、ストーリー協力：大野木寛、漫画：ジジ&ピンチによる日本のウェブコミック。「ガンダムシリーズ」の漫画のひとつで、2023年5月26日からコミプレにて連載中。

## 概要
アニメ『機動戦士ガンダム』に登場した、ジオン公国軍のフラナガン・ブーンを主人公とし、彼の視点から同作の舞台である一年戦争が描かれるスピンオフ作品である。
各話のラストには、「ブーンが悪魔（ガンダム）から解放されるまで○○日」とカウントダウンされる。また、ブーンがガンダムと一瞬相対して以来、彼の心の中でのガンダムはおどろおどろしい悪魔のようなイメージで描かれている。

## あらすじ
宇宙世紀0079年、ジオン公国は地球連邦軍に対して宣戦布告し、のちに「一年戦争」と呼ばれる大戦が勃発。フラナガン・ブーン大尉はサイド3から地球へ向かい、キャリフォルニアベースに赴任。ガルマ・ザビ大佐麾下の地球攻撃軍に配属され、潜水艦隊「ナーガIII」の隊長として水陸両用モビルスーツ、ザク・マリンタイプに搭乗する。
数日後、ブーンは敬愛するガルマの訃報を聞き、悲しみに暮れる。翌日、ガルマの恋人イセリナ・エッシェンバッハの主導によるガルマの仇討ちに参加し、ガウ攻撃空母に搭乗してホワイトベース隊と交戦するが、マリンタイプでの出撃も叶わずガウはガンダムにビーム・ジャベリンで両断され、墜落する。
マリンタイプは損傷したものの無事であり、ブーンは徒歩で拠点に帰還するが、そこに待っていたのはシャア・アズナブル少佐だった。シャアがいながらガルマやイセリナが死んだことに納得がいかないブーンは、シャアに模擬戦を申し込む。しかし、すでに自身も機体も満身創痍だったこともあり、シャア専用ザクに敗れる。
その後、ナーガIII隊は創設されたマッド・アングラー隊に編入される。潜水艦マッド・アングラーの試験航海として、ガウで上空から双方向レーザー・システムにより指示を出す「ジェットブラック作戦」を実行するが、指揮を任された捕虜のサクア・レノウが艦の最大潜行深度を超える指示を出したために機関が停止し、圧壊前に着底するものの浮上は不能となる。
一方、サクアは脱走してガウのすべての乗員を殺害し、弟やレノウ隊の部下が収監されている第7捕虜収容所へ向かい、的確に要所を攻撃し制圧する。解放されたサクアおよびレノウ隊は、占領されたキャリフォルニアベースを自分達だけで取り戻すためにガンダムの鹵獲、そしてそのための戦力としてかつての母艦であるマッド・アングラーの奪還を画策する。
浮上の見込みが立たないマッド・アングラーは艦内の酸素が減る一方であり、沈没から81時間後ついに生存確認が途絶える。しかし、メカニックのウゾール・フラッカの尽力により非常用エンジンが復旧。浮上するも、新たなトラブルによりふたたび着底してしまう。絶望の中、ガウで現場に戻ったサクアが通信でみずからの計画を暴露し、勝利を宣言。対抗心に火が付いたブーンはサクアにガウの撃墜を予告し、浮上のための奇策に乗り出す。

## 登場人物

### ジオン公国軍
以下の人物はリンク先を参照。
- カラハ
- キャリオカ
- ゴダール
- コノリー
- シャア・アズナブル
- マ・クベ
- マーシー

フラナガン・ブーン
本作の主人公。本作ではガルマと親交があり、彼がホワイトベース隊との戦闘で戦死したことから、ガンダムを仇討ちすることに憑りつかれている。原作アニメでは冷静な指揮官であるが、本作では喜怒哀楽豊かに描かれている。
ガルマ・ザビ
ブーンが指揮するナーガIII隊の上官に相当する。地球を支配するには海の支配が重要と考え、同隊への期待も高い。ブーンをはじめとして多くの公国軍兵士に慕われている。
イセリナ・エッシェンバッハ
公国軍占領下のニューヤーク市長の娘。ガルマ・ザビとは恋人関係で、ナーガIII隊の拠点にも顔を出す。軍属ではないが、ガルマの仇討ちのため彼の元部下らを率いる。
ウゾール・フラッカ
ナーガIII隊の整備士の女性。ブーンからは「ウゾー」と呼ばれる。シャア専用ザクの整備もおこなっており、大したトラブルはないにもかかわらずイセリナ出撃の際に同機ではなくルッグンで援護したシャアを怪しみ、ブーンに報告する。
マシュー
ナーガIII隊所属。中性的な容貌で、同じ地球生まれであるゴダールと常に行動をともにしている。歌とギターが特技。
デオム
階級は少将。サディストであり、サクアにナイフで傷をつけたり、彼女を含むレノウ隊隊員に暴行を加えて楽しんでいる。ジェットブラック作戦の最高責任者であるが、作戦中にサクアに四肢を銃で撃たれ、ナイフで自分がやったように傷をつけられたあと、胸を刺されて死亡。
レナ
女性で、階級は少尉。ジェットブラック作戦におけるガウのクルーだが、サクアに射殺されたあと、変装のために軍服を交換される。
キーク
階級は中佐。殺害されたデオムに替わってガウの指揮を執るが、サクアに射殺された最後の乗員となる。
アレヒープ・レピゾ
第7捕虜収容所所長の女性。南極条約を無視したデオムによるサクアおよびレノウ隊への暴行に心を痛めており、待遇の改善に努めるとともにジェットブラック作戦終了後の同隊の解放をロッテに約束する。しかし、サクアの収容所襲撃に際しては彼女の弟ソレイユに銃を向けて人質にとり投降をうながす。それをものともしないサクアのザク・マリンタイプに身体を握られて全身を骨折し、重傷のところをソレイユに射殺される。

### 元地球連邦軍潜水艦隊「レノウ隊」
サクア・レノウ
レノウ隊の隊長を務める女性で、階級は中佐。海に潜るのが好きなことから、潜水艦乗りとなる。キャリフォルニアベースで公国軍の襲撃を受け負傷、3週間生死の境をさまよい、艦長を務めるロックウッド級潜水艦の中で目を覚ます。3か月の逃亡生活の末に捕虜となり、公国軍第7捕虜収容所の捕虜長となる。デオムから、左頬と胸にナイフで傷を付けられるなどの虐待を受けるが、隊員および弟ソレイユの処刑をちらつかせられ、連邦海軍のノウハウを提供して公国軍に協力する。
ジェットブラック作戦では、手錠をはめられたままガウに乗せられ、上空からマッド・アングラー（拿捕されたロックウッド級を改修）の指揮を任される。しかし、でたらめな指示で同艦を沈めたあと、拳銃（どこから得たかは不明）で指令室のクルーを射殺したあとデオムを刺殺、手錠の鍵を奪ってガウを自動操縦に切り替える。そしてザク・マリンタイプを奪取し、格納庫内のザクIIやドップといったすべての機動兵器を破壊・排除したあとワッパに乗り換え、乗員全員を射殺する。
ソレイユ・レノウ
サクアの弟。コロニー落としにより自宅と両親を失い、サクアとふたりきりになる。ロックウッド級に乗艦しており、レノウ隊とともに捕虜となる。
サクアによる捕虜収容所襲撃の際、彼女にうながされて重傷のアレヒープを射殺する。
コーディー
階級は曹長。サクアが昏睡中に野戦任官により大佐となり、ロックウッド級を指揮して公国軍に徹底抗戦するが、中立地帯でのゲリラ戦、敵の補給艦からの略奪、連邦軍の船にまで手を出すといった海賊行為もはたらく。ソレイユを射殺しようとし、逆にサクアに射殺される。そのため全責任がサクアに押し付けられ、連邦軍からは軍籍を外され、捕虜交換にも応じない。
ロッテ・リッチ
女性、階級は曹長。解放後、もう一度連邦軍との連絡をこころみる。

## 登場兵器
詳細はリンク先を参照。
ジオン公国軍
- ザクII
  - ザク・マリンタイプ
  - シャア専用ザク

- ユーコン
- マッド・アングラー
- ガウ
- ルッグン
- ドップ
- ワッパ
- マゼラアタック

地球連邦軍
- ガンダム
- ガンキャノン
- ホワイトベース
- ロックウッド級潜水艦

## 書誌情報
- 矢立肇・富野由悠季（原作）・ジジ&ピンチ（漫画）・大野木寛（ストーリー協力）『機動戦士ガンダム フラナガン・ブーン戦記』小学館〈ヒーローズコミックス〉、既刊4巻（2025年6月5日現在）
  1. 2023年11月30日発行、ISBN 978-4-86468-213-8
  2. 2024年6月5日発売、ISBN 978-4-86468-260-2
  3. 2024年12月5日発売、ISBN 978-4-86805-020-9
  4. 2025年6月5日発売、ISBN 978-4-86805-073-5